# Quartier Slavno
Le quartier Slavno,(en russe : Славенский конец, Slavnenski konets) est un quartier historique de Veliki Novgorod, situé sur la rive du Commerce (rive droite) de la rivière Volkhov. Au nord de celui-ci se situe le quartier des Charpentiers.

## Toponymie
Le quartier Slavno (colline de Slavno ) tire son nom du microtoponyme Slavno, qui dans les chroniques s'appelait aussi simplement Kholm  (une colonie sur une colline). Situé dans la partie sud de la rive du commerce, qui s'appelait autrefois Slavenskaïa (de Slavno). Le toponyme Slavno/Slavenski est mentionné environ 20 fois dans les listes de la première chronique de Novgorod.

## Architecture
- Cathédrale du Signe
- Cour de Iaroslav (Novgorod)
- Église de la Transfiguration-du-Sauveur-sur-Iline